# ジョン・ベイル
ジョン・ロバート・ベイル（John Robert Bale , 1974年5月22日 - ）は、アメリカ合衆国メリーランド州出身の元プロ野球選手（投手）。

## 経歴

### プロ入り前
サザンミシシッピ大学を卒業。

### ブルージェイズ時代
1996年にトロント・ブルージェイズからドラフト5巡目で入団。
1999年9月30日に、メジャーデビューを果たす。

### オリオールズ時代
2000年12月11日、ジェイソン・ワースとのトレードでボルチモア・オリオールズへ移籍した。

### メッツ時代
2002年にはニューヨーク・メッツに所属していたが、メジャーでは一回も出場しなかった。

### レッズ時代
2003年5月8日、シンシナティ・レッズと契約した。この年は、10試合に出場した。

### 広島時代
2004年に広島東洋カープに入団。シーズン開幕より先発ローテーションを支え、11勝を挙げた。
2005年には奪三振率の高さを買われ、抑えに転向して活躍。
2006年も開幕直後は守護神として活躍していたが、5月13日の対千葉ロッテマリーンズ戦で大塚明への5球目を投じた時に雨で足を滑らせ左足内転筋を負傷した（代わった林昌樹が福浦和也にサヨナラ安打を打たれ敗戦。根元俊一の項参照）。そのため、永川勝浩が代わりに守護神を務めることになった。怪我からの復帰後は先発に戻り、まずまずの成績を残すも、長期離脱と高年俸100万ドルがネックとなり10月18日に戦力外通告を受ける。

### ロイヤルズ時代
2006年12月8日にカンザスシティ・ロイヤルズと2年契約を結んだ。
2007年は26試合に出場した。
2008年4月に肩を痛め故障者リスト入り。5月初旬に故障者リストから復帰する予定だったが、5月8日にチームが滞在していたホテルでドアを殴り左手を骨折。肩の回復が順調でないことに苛立ちを募らせた末の行動だった。
2009年には、6月24日の対ヒューストン・アストロズ戦で延長11回のマウンドに登板し、メジャー初セーブを記録した。
しかし安定した成績は残すことが出来ず、シーズン終了後の12月10日に、フリーエージェントになった。

### 広島復帰
2010年2月、ベイルの妻から古巣である広島東洋カープに復帰の打診があった。球団はベイルの左打者に対する高い奪三振率を評価し、カープへの復帰が決定した。シーズン中は主に中継ぎで一時は抑えを務めるなどしたが、安定感に欠け、後半戦は二軍暮らしとなり1シーズンで退団となった。

### タイガース時代
12月7日、デトロイト・タイガースとマイナー契約した。

### 独立リーグ時代
2011年4月12日、独立リーグであるアトランティックリーグのカムデン・リバーシャークスと契約した。

## 選手としての特徴・人物
上手と横手を併用する変則投法と、変化量の大きなカーブ、チェンジアップ、スライダーなどの変化球を内外に投げ分けるスタイル。カープの外国人左腕投手で初めての白星をあげた選手でもある。2004年から2006年のカープ在籍中は最速で150km/hを超える速球を投げていたが、2010年に復帰した際には140km/h前後に落ち着いていた。
端正な顔立ちで、ブルージェイズ時代には地元にファンクラブがあったほどである。マーティ・ブラウンのベース投げ事件を機に製作されたTシャツの文言を考え、抑え役を永川と交代するにあたって消火器を手渡すなど、ユーモアに富んだ選手としても知られる。

## 詳細情報

### 年度別投手成績
| 年 度    | 球 団    | 登 板 | 先 発 | 完 投 | 完 封 | 無 四 球 | 勝 利 | 敗 戦 | セ 丨 ブ | ホ 丨 ル ド | 勝 率 | 打 者 | 投 球 回 | 被 安 打 | 被 本 塁 打 | 与 四 球 | 敬 遠 | 与 死 球 | 奪 三 振 | 暴 投 | ボ 丨 ク | 失 点 | 自 責 点 | 防 御 率 | W H I P |
| -------- | -------- | ----- | ----- | ----- | ----- | -------- | ----- | ----- | -------- | ----------- | ----- | ----- | -------- | -------- | ----------- | -------- | ----- | -------- | -------- | ----- | -------- | ----- | -------- | -------- | ------- |
| 1999     | TOR      | 1     | 0     | 0     | 0     | 0        | 0     | 0     | 0        | 0           | ----  | 10    | 2.0      | 2        | 1           | 2        | 0     | 0        | 4        | 0     | 0        | 3     | 3        | 13.50    | 2.00    |
| 2000     | TOR      | 2     | 0     | 0     | 0     | 0        | 0     | 0     | 0        | 0           | ----  | 22    | 3.2      | 5        | 1           | 3        | 0     | 2        | 6        | 0     | 0        | 7     | 6        | 14.73    | 2.18    |
| 2001     | BAL      | 14    | 0     | 0     | 0     | 0        | 1     | 0     | 0        | 0           | 1.000 | 113   | 26.2     | 18       | 2           | 17       | 0     | 1        | 21       | 1     | 0        | 14    | 9        | 3.04     | 1.31    |
| 2003     | CIN      | 10    | 9     | 0     | 0     | 0        | 1     | 2     | 0        | 0           | .333  | 195   | 46.1     | 50       | 7           | 12       | 2     | 2        | 37       | 1     | 0        | 24    | 23       | 4.47     | 1.34    |
| 2004     | 広島     | 25    | 25    | 1     | 0     | 0        | 11    | 10    | 0        | --          | .524  | 702   | 160.1    | 165      | 16          | 62       | 2     | 8        | 173      | 4     | 0        | 86    | 75       | 4.21     | 1.42    |
| 2005     | 広島     | 51    | 0     | 0     | 0     | 0        | 2     | 1     | 24       | 0           | .667  | 227   | 53.2     | 44       | 9           | 16       | 0     | 5        | 72       | 1     | 0        | 24    | 19       | 3.19     | 1.12    |
| 2006     | 広島     | 30    | 5     | 0     | 0     | 0        | 1     | 2     | 6        | 7           | .333  | 183   | 43.0     | 45       | 5           | 11       | 1     | 0        | 46       | 1     | 0        | 16    | 14       | 2.93     | 1.30    |
| 2007     | KC       | 26    | 0     | 0     | 0     | 0        | 1     | 1     | 0        | 5           | .500  | 179   | 40.0     | 45       | 1           | 17       | 2     | 1        | 42       | 2     | 0        | 18    | 18       | 4.05     | 1.55    |
| 2008     | KC       | 13    | 3     | 0     | 0     | 0        | 0     | 3     | 0        | 2           | .000  | 110   | 26.2     | 29       | 1           | 6        | 0     | 0        | 14       | 1     | 0        | 13    | 13       | 4.39     | 1.31    |
| 2009     | KC       | 43    | 0     | 0     | 0     | 0        | 0     | 1     | 1        | 10          | .000  | 136   | 28.1     | 34       | 3           | 18       | 2     | 1        | 24       | 2     | 0        | 19    | 18       | 5.72     | 1.84    |
| 2010     | 広島     | 30    | 0     | 0     | 0     | 0        | 0     | 3     | 1        | 4           | .000  | 124   | 26.2     | 29       | 3           | 15       | 0     | 3        | 21       | 0     | 0        | 23    | 21       | 7.09     | 1.65    |
| MLB：7年 | MLB：7年 | 109   | 12    | 0     | 0     | 0        | 3     | 7     | 1        | 17          | .300  | 765   | 173.2    | 183      | 16          | 75       | 6     | 7        | 148      | 7     | 0        | 98    | 90       | 4.66     | 1.49    |
| NPB：4年 | NPB：4年 | 136   | 30    | 1     | 0     | 0        | 14    | 16    | 31       | 11          | .467  | 1236  | 283.2    | 283      | 33          | 104      | 3     | 16       | 312      | 6     | 0        | 149   | 129      | 4.09     | 1.36    |

### 表彰
NPB
- JA全農Go・Go賞 （最多奪三振賞：2004年5月）

### 記録
NPB投手記録
- 初登板・初先発：2004年4月4日、対中日ドラゴンズ3回戦（ナゴヤドーム）、5回2失点
- 初奪三振：同上、1回裏に井上一樹から見逃し三振
- 初勝利・初先発勝利：2004年5月9日、対読売ジャイアンツ9回戦（広島市民球場）、8回0/3を1失点
- 初完投勝利：2004年9月22日、対阪神タイガース25回戦（広島市民球場）、9回6安打2失点
- 初セーブ：2005年4月2日、対読売ジャイアンツ1回戦（東京ドーム）、9回裏に3番手で救援登板・完了、1回無失点
- 初ホールド：2006年4月6日、対阪神タイガース2回戦（倉敷マスカットスタジアム）、10回表に2番手で救援登板、1回無失点

NPB打撃記録
- 初安打：2004年5月9日、対読売ジャイアンツ9回戦（広島市民球場）、7回裏に久保裕也から左前安打
- 初打点：2004年6月17日、対中日ドラゴンズ12回戦（広島市民球場）、6回裏に山北茂利から中前適時打

### 背番号
- 49 （2004年 - 2006年）
- 94 （2010年）